# Енатпытваргываам
Енатпытваргываам — река на Дальнем Востоке России. Протекает по территории Анадырского района Чукотского автономного округа. Длина — 26 км.
Название в переводе с чук. Йынатпытвыргываам — «река, накрытая туманом».
В верхнем и среднем течении протекает во впадине, разделяющей хребет Инкыскын от массива Эльгываамских гор, впадает в Чирынай, являясь её левым притоком. В пойме, где водоток проходит в узкой расщелине, находится крупная наледь длиной около 100 метров.
Крупнейший приток — река Быстрая. Выше по течению в Енатпытваргываам впадает ручей Светлый.